# Distinguished Service Cross (USA)
 For alternative betydninger, se Distinguished Service Cross. (Se også artikler, som begynder med Distinguished Service Cross)
Distinguished Service Cross (DSC) er den næsthøjeste militære dekoration, som kan tildeles et medlem af den amerikanske hær.
Dekorationen bliver tildelt for ekstremt mod med livet som indsats i kamphandlinger mod fjendtlige styrker.
Kamphandlinger som berettiger til modtagelse af denne udmærkelse skal være af en sådan art at den er højere end krævet af andre amerikanske kamp-dekorationer undtaget Medal of Honor, som er den højest militære dekoration i USA.
Distinguished Service Cross sidestilles med Navy Cross, som tildeles tjenestegørende fra den amerikanske flåde, marinekorpset og kystvagten samt Air Force Cross, som tildeles i det amerikanske luftvåben.
DSC blev tildelt første gang under den første verdenskrig.
- Båndstriben

## Ekstern henvisning
- Oversigt af tildelinger af DSC (amerikansk)Arkiveret 24. marts 2012 hos  Wayback Machine